# Panthéon de Paris et histoire de France
Depuis plus de 200 ans, le Panthéon de Paris a été témoin de nombreuses scènes de l'histoire de France, voire il en a été parfois un acteur. Par sa situation dans le quartier latin, il est aux premières loges dès que quelques manifestants décident de transformer un mécontentement en révolution. On fait aussi appel à son « esprit » pour commémorer un événement, ou quand on estime l'intégrité de la France en danger.

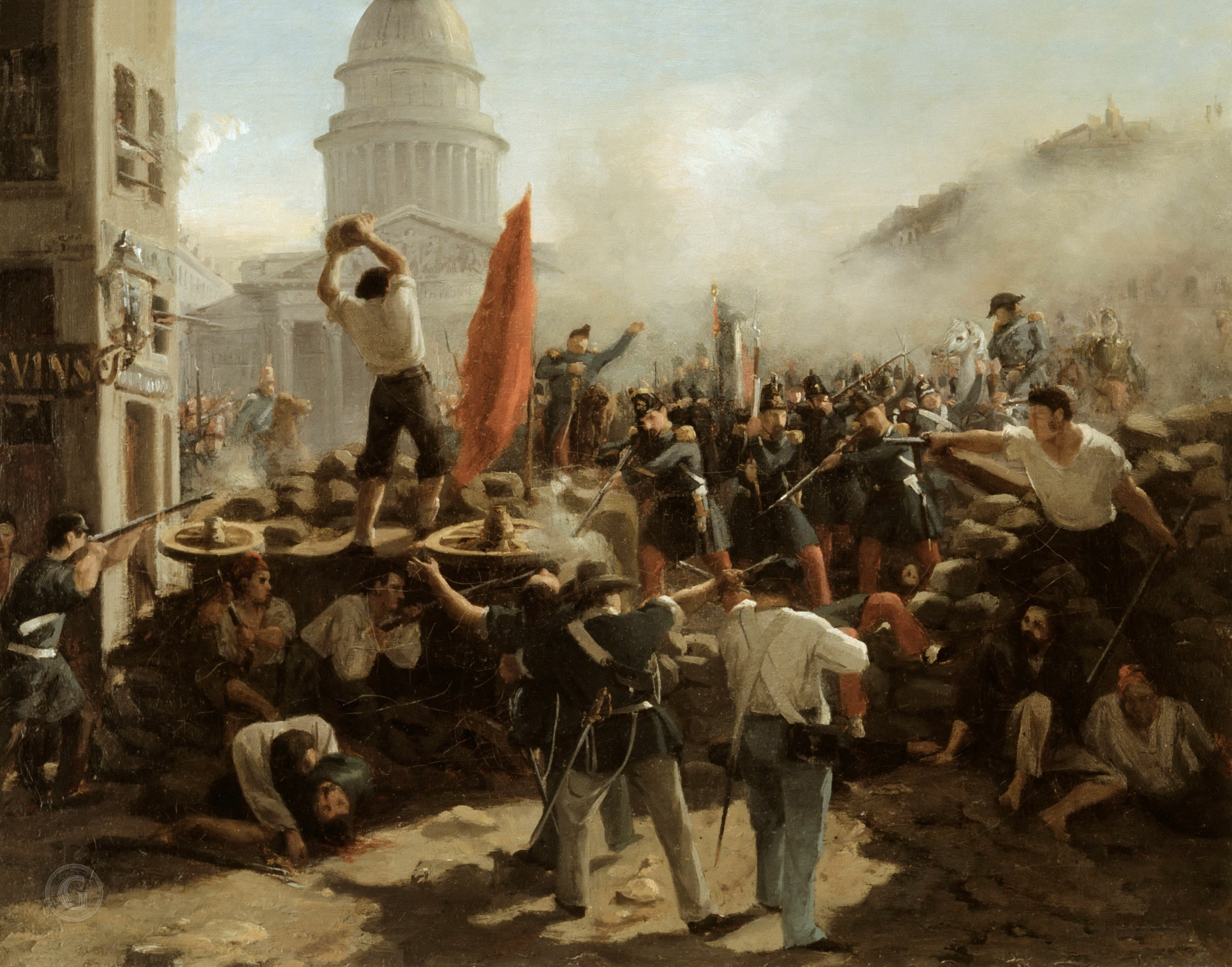
Barricade dans la rue de Soufflot, à Paris, le 25 juin 1848 par Horace Vernet.
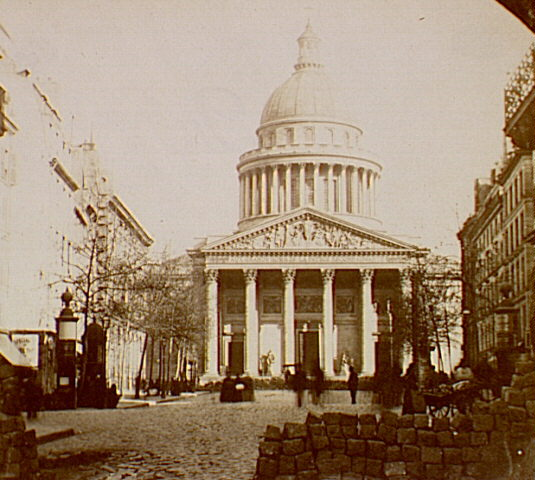
La barricade de la rue Soufflot, Paris, 1870- photographie d'Eugène Fabius.
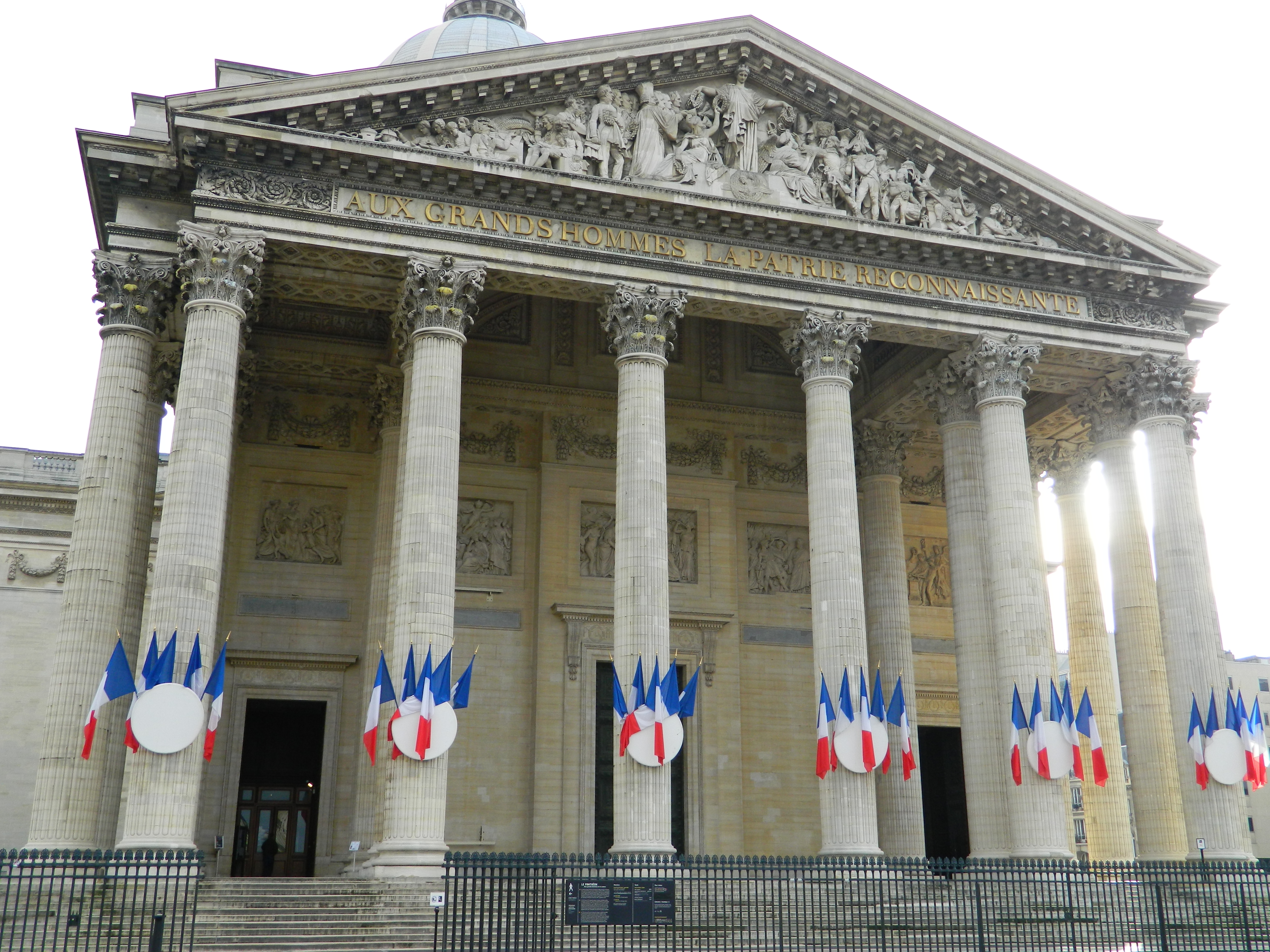
Décorations lors d'une fête nationale.

## Scènes de l'histoire de France
Le Panthéon, de par le symbole qu'il représente, a été le témoin, voire a été utilisé, lors de nombreux moments marquants de l'histoire de France :
- Le 21 décembre 1830 une émeute s’y déclenche contre la légèreté des peines infligées aux ministres de Charles X.
- Pendant les journées de juin 1848, le Panthéon est un des centres de l'insurrection[1].
  - C’est là que se réunissent les « Réformistes » de la rive gauche. Au petit matin, le 22 février, se forme une manifestation d’étudiants réclamant le maintien des cours d’Edgar Quinet et de Jules Michelet supprimés par Guizot au Collège de France. Ils vont rejoindre la place de la Madeleine, renforçant les rangs de l’insurrection qui va éclater un peu plus tard dans la journée. C’est sur cette place que sera distribuée la paye des Ateliers nationaux, en faisant le lieu de rassemblement des ouvriers parisiens.
  - Le 22 juin 1848, Pujol, Pardigon et 56 délégués de l’arrondissement entraînent les ouvriers de ces ateliers vers le faubourg saint-Antoine. C’est le début de l’insurrection de Juin. Les premières barricades se dressent dans la rue St Jacques.
  - Le 24, de violents combats se déroulent sur une barricade qui barre la rue d’Ulm, commandée par l’ouvrier ciseleur Raguinard. L’assaut est donné au Panthéon dans lequel se sont réfugiés des Insurgés. Ses portes sont brisées à coups de canons. Flaubert, le 26 juin décrira le Panthéon comme un « Panthéon transformé en dépôt de cadavres ».
- En 1870, pendant le Siège de Paris, 12 bureaux d’enrôlement dans la Garde nationale sont installés sur la place.
- Au printemps 1871, les communards font du Panthéon leur quartier général. Des armes et des munitions sont entreposés dans la crypte. Des barils de poudre et de pétrole sont ensuite amenés en vue de faire sauter le bâtiment. ]

Il est le théâtre de violents combats lors de la Semaine Sanglante, recevant cinq obus et n'échappant que de peu à la destruction.

Le 24 mai 1871, il est repris par les Versaillais et 700 communards sont exécutés, dont le député Jean-Baptiste Millière ; le capitaine Garcin qui dirigeait l'exécution, le forcera à se mettre à genoux sur les marches.

- Première guerre mondiale : Le Panthéon sert de lieu de conservation d’œuvres d'art rapatriées des lieux de bataille. En particulier, le Transi de René de Chalon, statue de l'église Saint-Étienne de Bar-le-Duc est entreposée au Panthéon de 1917 jusqu'en 1920.

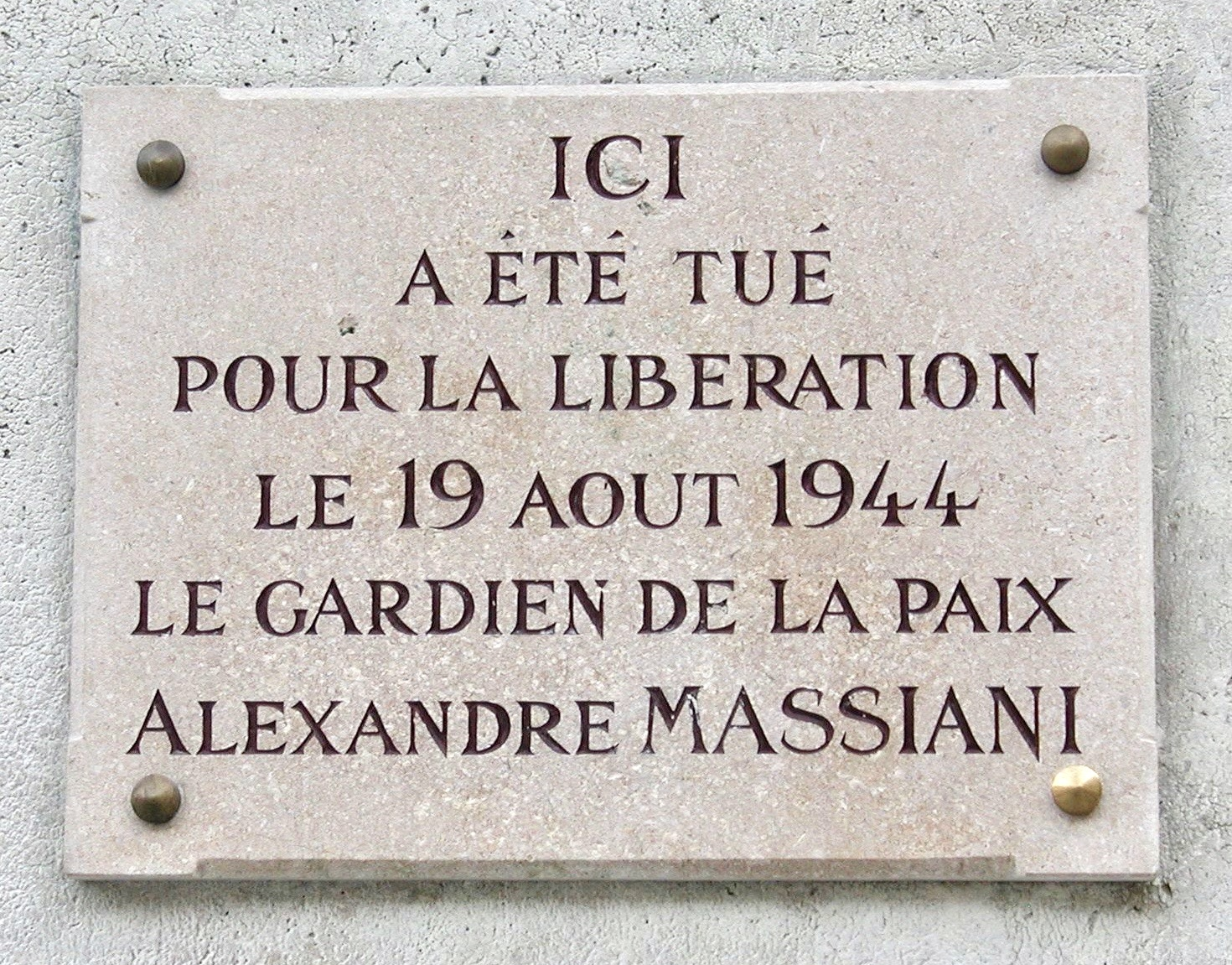
Plaque souvenir rappelant les combats pour la Libération de Paris, placée sur un pilier de l'entourage.

- Libération de Paris : Pour les armées alliées, le Panthéon, vu de loin, est un point de repère.

Pendant le mois d'août 1944, le Panthéon et le quartier Latin sont le théâtre de combats opposants les Allemands et les Résistants puis les soldats des armées de libération.

Le 19 août, vers 13h30, un side-car allemand remonte la rue Soufflot en direction du Panthéon et disperse brutalement la foule qui s'est rassemblée sur la place. Le gardien de la paix Alexandre Massiani, 34 ans, dégaine son arme mais est aussitôt abattu d'une rafale de mitraillette. Il décèdera le surlendemain à l'hôpital.
- Le vendredi 10 mai 1968 des barricades sont élevées dans la rue Soufflot.

- Le jeudi 21 mai 1981, le jour de sa prise de fonction, le septennat de François Mitterrand s'ouvre par une cérémonie, organisée par l'architecte et futur directeur du Patrimoine au ministère de la Culture, Christian Dupavillon[2], avec la participation du beau-frère du Président, Roger Hanin, au Panthéon durant laquelle il rend hommage, par un dépôt de roses rouges, à Jean Jaurès, Jean Moulin et Victor Schœlcher[3],[4],[5],[6].

## Cérémonies
- Le dimanche 3 juin 1792, lors une cérémonie nationale, consacrée au respect de la loi on accroche aux voûtes du Panthéon l'écharpe tricolore du maire d'Étampes, Jacques Guillaume Simonneau, mort le 3 mars 1792, victime de son dévouement à la Patrie[7].

- Le lundi 27 juillet 1831, un hymne funèbre pour soprano et piano ou harpe (musique de Louis-Joseph-Ferdinand Hérold, texte de Victor Hugo) est célébré au Panthéon en honneur des victimes des journées des 27, 28 et 29 juillet 1830.
- Le mardi 25 février 1902, le gouvernement célèbre au Panthéon le centenaire de la naissance de Victor Hugo. Cérémonie officielle devant quatre mille invités, exécution de la Marseillaise, discours de Georges Leygues, ministre de l'Instruction publique et des Beaux-Arts, et de Gabriel Hanotaux, membre de l'Académie française, exécution du Chant du départ.

- Le jeudi 11 novembre 1920, les honneurs du Panthéon sont rendus aux restes d'un des soldats non identifiés morts au champ d'honneur au cours de la guerre 1914-1918. Le cercueil est ensuite placé sous l'Arc de Triomphe de Paris.

- Le jeudi 12 mai 1932,  des obsèques nationales sont organisées à la cathédrale notre-dame de Paris et au Panthéon en hommage à Paul Doumer, président de la République française assassiné le 6 mai par Paul Gorgulov. Des milliers de personnes ainsi que de nombreuses personnalités assistent à cette cérémonie. Après la cérémonie religieuse, le cortège reconstitué se rend au Panthéon. Au premier rang des princes qui suivent le cercueil de Paul Doumer, on remarque Sa Majesté Bao Dai, empereur d’Annam. Sa présence apporte « l’hommage filial de l’Indochine au défunt gouverneur général », écrit Pierre Deloncle, secrétaire général du Comité de l’Indochine, un an après l’Exposition coloniale. Parmi les innombrables délégations qui assistent aux obsèques du président, celle des Croix de feu regroupe pas moins de 2 000 de ses membres, avec à sa tête le colonel de la Rocque. Le comité France-Orient, dont Doumer fut président, est également représenté par une importante délégation. Entre les colonnes du péristyle, le catafalque dresse très haut le cercueil symbolique drapé de tricolore tandis que la bière elle-même trouve sa place dans le soubassement. La cérémonie comprendra un défilé militaire et un éloge prononcé par André Tardieu, président du Conseil, également retransmis à la radio.

On notera que Blanche Doumer, son épouse, à laquelle les autorités avaient proposé d'inhumer le président défunt au Panthéon, déclarera : « Je vous l'ai laissé toute sa vie. Alors maintenant, s'il vous plaît, laissez-le moi. »
- Le samedi 20 octobre 1934 veillée funèbre en l'honneur de Raymond Poincaré, décédé le 15 octobre. Sur la place ont lieu défilés et discours. À l'intérieur, sous le dôme décoré par l’architecte André Ventre, tombent des vélums noirs et violets sur un sarcophage recouvert d'un drapeau tricolore, irradiant la lumière par des projecteurs comme s'il était lui-même source de lumière.

- Le lundi 2 août 1937, Yvon Delbos, originaire de Dordogne et ministre des Affaires étrangères prononce un discours devant le Panthéon, à l'occasion de l'anniversaire de la mort de Jean Jaurès.

- Le lundi 29 septembre 1952, à l'occasion de l'anniversaire de la mort de l'écrivain Émile Zola, un dépôt de gerbe est organisé par les membres du comité national sur son tombeau au Panthéon[8].

- Le jeudi 21 mai 1981, jour de son investiture en tant que président de la République, François Mitterrand se rend au Panthéon. Après avoir remonté à pied la rue Soufflot, une rose à la main, il se rend, seul, dans la crypte de l’édifice, accompagné de l’interprétation de l’Hymne à la joie joué par le Chœur et l'Orchestre de Paris dirigés par Daniel Barenboïm. Il dépose une rose sur les tombeaux de Victor Schœlcher, Jean Jaurès et Jean Moulin. À sa sortie, il est accueilli par une foule de plusieurs milliers de personnes tandis que retentit la Marseillaise de Berlioz chantée par Placido Domingo[9],[10]

- Le mercredi 13 janvier 1998, une cérémonie a lieu au Panthéon de Paris, présidée par le ministre de la Justice, Élisabeth Guigou, pour le centenaire de la parution dans L'Aurore de la lettre ouverte J'Accuse adressée au président de la République. Deux discours sont prononcés, l'un par le Premier ministre, Lionel Jospin (discours consultable sur Wikisource) et l'autre, par le Premier président honoraire de la Cour de cassation, Pierre Drai, sur le thème du rôle de la Cour de cassation dans le dénouement de l’affaire Dreyfus[11].

- Le lundi 7 avril 2003, une cérémonie se déroule au Panthéon pour le bicentenaire de la mort de Toussaint Louverture. Une gerbe de fleurs est placée au pied de la plaque lui rendant hommage.

- Le jeudi 18 janvier 2007, Jacques Chirac, président de la République et Simone Veil, ancienne déportée, présidente de la Fondation pour la mémoire de la Shoah, inaugurent une inscription dans la crypte du Panthéon en présence de nombreuses personnalités dont le prix Nobel de la paix, Elie Wiesel. Il s'agissait de rendre hommage aux « Justes de France » et aux héros anonymes qui ont sauvé des milliers de juifs pendant la Seconde Guerre mondiale. Ce titre a été décerné à cette date à 2725 Français ; plusieurs dossiers sont en cours d'instruction. À cette occasion, le président de la République prononce un discours rappelant le refus de l'indifférence et de l'aveuglement face à la clique haineuse et revancharde du régime de Vichy[20]. Cette date du 18 janvier n'a pas été choisie au hasard. Elle correspond à l'anniversaire de l'entrée des troupes soviétiques dans le camp d'Auschwitz[12].

Dans le cadre de cette cérémonie, du 19 au 22 janvier 2007, le public a été invité à venir découvrir la création d'Agnès Varda et l'inscription en hommage aux Justes de France. L'installation spécialement réalisée pour cet événement comportait deux films inédits sur quatre écrans, et quelque 300 portraits de Justes.
- Tous les 17 juin, à l'initiative du Concours national de la résistance et de la déportation une cérémonie nationale se tient à Paris, au Panthéon en présence des Gardes républicains et du Chœur de l’armée française.

En 2013 le thème du concours était « Communiquer pour résister (1940-1945) » et célébra le 70e anniversaire de l’arrestation de Jean Moulin et de ses compagnons à Caluire, dans la banlieue de Lyon, ainsi que la création du Conseil national de la Résistance le 27 mai 1943, organe qui dirigea et coordonna les différents mouvements de la résistance intérieure française.
Le lundi 17 juin 2013, La cérémonie au Panthéon était présidée par Kader Arif, ministre chargé des Anciens combattants, en présence de Daniel Cordier qui fut le secrétaire de Jean Moulin en 1942 et 1943. La jeune Clara Reulet, élève en 3e au collège Alain-Fournier ayant remporté le troisième prix a lu devant tous, avec beaucoup d’émotion un extrait de « Premier Combat » de Jean Moulin. Le Chœur de l'Armée française a ensuite entonné le Chant des partisans avant que toute la délégation aille se recueillir, dans la crypte sur la tombe de Jean Moulin.
- Le mercredi 26 juin 2013, le Président de la République, François Hollande, a rendu hommage à Aimé Césaire, à l'occasion du centième anniversaire de sa naissance. Après avoir déposé une gerbe dans la crypte devant la plaque rendant hommage à l'écrivain et l'homme politique, il a prononcé une allocution en présence des ministres Aurélie Filippetti (Culture) et Victorin Lurel (Outre-mers) : « «  ... Je souhaite dire à tous les Martiniquais, mais au-delà des Martiniquais, au-delà des Antilles, au-delà même de la France, combien la figure d'Aimé Césaire est intimement liée à l'esprit qui est celui de la République. » »

- Le vendredi 27 avril 2018, le président de la République Emmanuel Macron, à l'occasion du 170e anniversaire de l'abolition de l'esclavage, a annoncé la création d'une Fondation pour la mémoire de l'esclavage.

## Expositions
- Exposition du jeudi 10 au lundi 21 mai 2007 : « francs-maçons au Panthéon » - salle Marie Curie

L'inauguration a été faite en présence de représentants du Grand Orient de France.
Elle honore la mémoire de quatre francs-maçons célèbres dont les cendres reposent en ce lieu dédié aux grands personnages ayant marqué l'histoire de France. 4 colonnes ont été érigées représentant ces 4 Francs-Maçons célèbres. Elles retraceront les hommes, leurs histoires et leurs vies maçonniques. L'inauguration de l'exposition aura lieu en présence de représentants des 4 Loges du Grand Orient de France portant le titre distinctif de ces 4 grands francs-maçons : Victor Schœlcher, Voltaire, Félix Éboué, Léon Gambetta.

 D'autres personnalités inhumées au Panthéon ont aussi été des francs-maçons. En sus de Soufflot, dont on pense qu'il a été initié à la loge l'Aigle de saint-Jean à Joigny dans l'Yonne, s'y trouvent des membres de la loge des Neuf Sœurs dont Voltaire, (initié en 1778) et Cabanis ; deux appartenaient  à la loge La Candeur : Antoine-César de Choiseul (par ailleurs Grand Administrateur du Grand Orient) et Gabriel-Louis, marquis de Caulaincourt ; ainsi que deux maîtres de la loge Saint-Jean d'Écosse du Contrat social : Hyacinthe-Hughes Timoléon de Cossé-Brissac et Théophile Malo Corret de la Tour d'Auvergne. Sans compter L'abbé Grégoire (loge Harmonie), Jean-Étienne-Marie Portalis (loge L'Amitié, à Aix-en-Provence), 
Pierre Garnier de Laboissière (Grand Orient, province du Sud-Est), Jean-Pierre Sers (Grand Hospilalier du Grand Orient). Jean Lannes (administrateur du Grand-Orient), Jean-Ignace Jacqueminot (loge Saint-Jean de Jérusalem, à Nancy), Antoine-Jean-Marie Thévenard (loge l'Union, à Lorient), François-Séverin Marceau-Desgraviers, dit Marceau (membre d'une loge militaire), Gaspard Monge, comte de Péluse (loge L'Union parfaite du corps royal du génie, à Mézières), Jean-Baptiste Baudin (loge Le Temple des amis de l'honneur français}, Marcellin Berthelot (loge la Fraternité universelle), Léon Gambetta (loge La réforme, Marseille), Félix Éboué (loge La France équinoxiale à Cayenne}, Victor Schœlcher (loge La Justice}, Jean Moulin (loge La Fratemité des hauts-fonctionnaires)…

Ont été retirés du Panthéon, Pour des raisons diverses - parfois familiales, les francs-maçons Jean-Paul Marat, Louis-Michel Lepeletier de Saint-Fargeau et Louis-Joseph-Charles-Amable d'Albert de Luynes.

## Événements

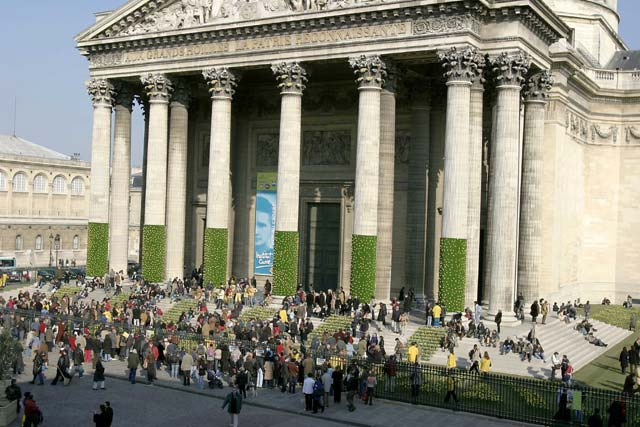
Le Panthéon lors de la fête de la jonquille.

- Le dimanche 28 avril 2002, c'est-à-dire quelques jours avant le deuxième tour des élections présidentielles où vont s'affronter Jean-Marie Le Pen et Jacques Chirac, une manifestation ayant pour thème « J'aime la République », rassemble 10 000 personnes.

- Le lundi 7 octobre 2002, un hommage est rendu à Victor Hugo par Louis Forestier, professeur émérite à la Sorbonne[17].

- En 2004, les chercheurs de l'association « Sauvons la recherche » prennent le Panthéon comme lieu de rassemblement pour attirer l'attention sur les dangers pour la France de négliger sa recherche[14].

- Les samedi et dimanche 27 et 28 mars 2004, le Panthéon a servi de cadre à la manifestation Un Jardin pour la Vie, Une Jonquille pour Curie organisée par l'institut Curie en partenariat avec les Monuments historiques, le Panthéon, la mairie de Paris, le jardinier Truffaut et le soutien du ministère de la Culture. Un jardin de trente mille jonquilles fleurit le monument et ses abords. Cette manifestation se pérennise et, depuis 2004, elle a eu lieu chaque année[15].